# 奥斯特洛修道院

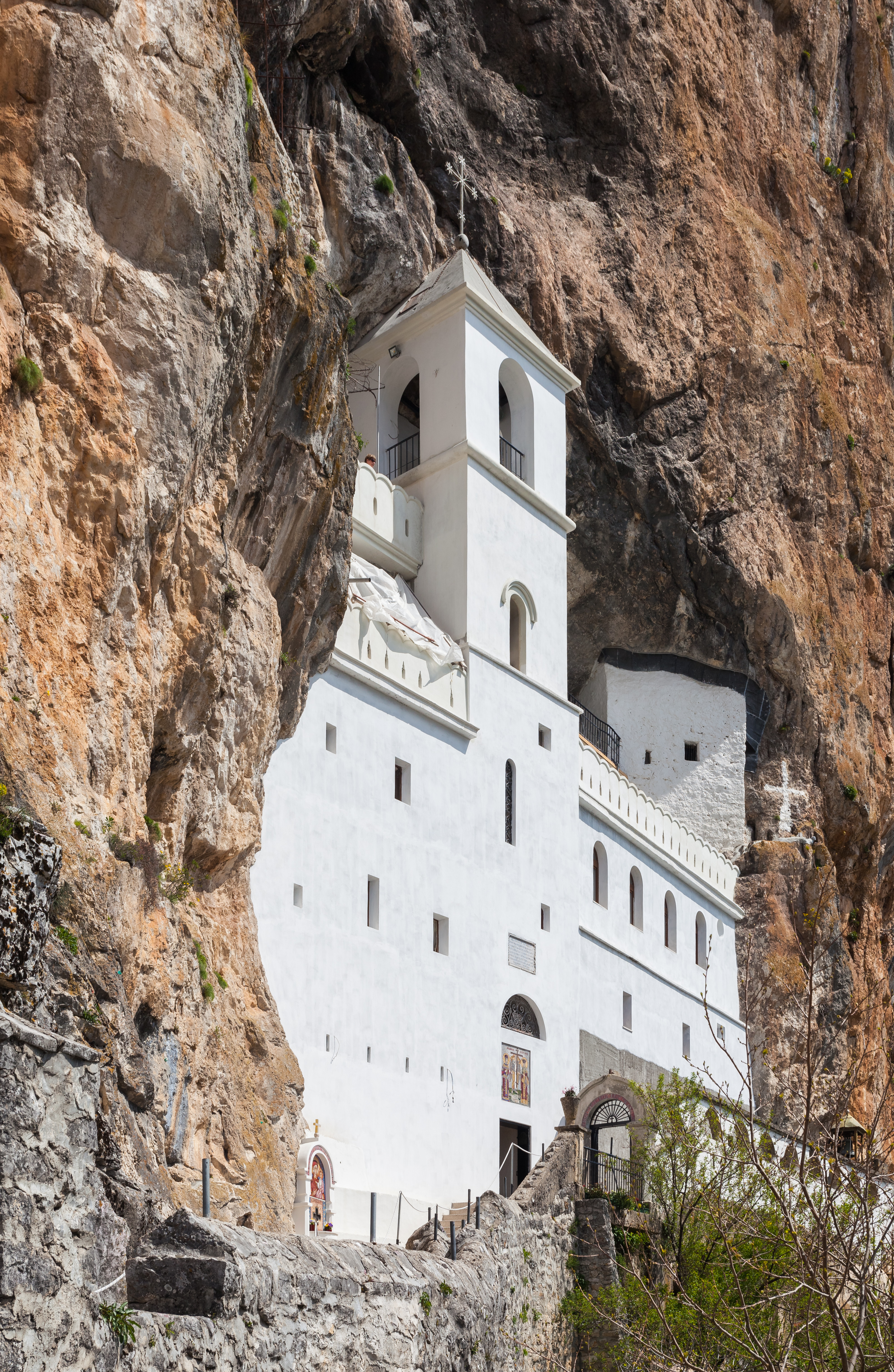
修道院的上半部分

奥斯特洛修道院（發音：[ǒstroɡ]）是塞爾維亞東正教的一所修道院，位於黑山泽塔河河谷，距離波德戈里察大約25英里（40），建造者是17世紀塞爾維亞東正教主教、聖人巴索的奧斯特洛（1610 – 1671）。
此修道院上半部分的建筑工作在1665年完成，用来供奉圣十字，下半部分供奉着巴索的奧斯特洛的遗体。但現在看到的修道院其實是1923年-1926年間經過大規模修復的。修道院裡面依然保存著17世紀末完成的壁畫。它是巴爾幹半島地區參拜人數最多的修道院之一。

## 外部連結
- Ostrog monastery of the Serbian Orthodox Church in Montenegro （页面存档备份，存于）
- Serbian Orthodox Church（页面存档备份，存于）

42°40′30″N 19°01′45″E / 42.67500°N 19.02917°E